# 理查德·卡尔
理查德·卡尔（英語：Richard Carr，1911年1月21日—2000年4月25日），印度前男子曲棍球、田径运动员。他曾代表印度参加1932年夏季奥林匹克运动会，其中曲棍球项目获得一枚金牌。